# Legoland Billund
Legoland Billund is een attractiepark in het Deense Billund en het eerste Legolandpark ter wereld. Het attractiepark is onderdeel van het Legoland Billund Resort.

## Geschiedenis

### Het begin
In 1916 begon Ole Kirk Christiansen een houtbewerkingswinkel in de Deense stad Billund. Hij bouwde met name meubels voor boeren in de omgeving. In 1932 begin Christiansen zich bezig te houden met het fabriceren van houten speelgoed en kwam de naam LEGO in gebruik. Vanaf 1947 begon Christiansen zijn speelgoed van kunststof te maken. Uiteindelijk werd hierdoor het LEGO-blokje zoals wij dat anno 2022 kennen geboren. In 1958 overleed Christiansen. Een van zijn zoons, Godtfred Kirk Christiansen, nam in 1957 het bedrijf LEGO al over. In de jaren 1960 kwam Godtfried Kirk op het idee om de producten van LEGO tentoon te stellen in een 'openluchtetalage'. De fabriek zelf trok jaarlijks al 20.000 bezoekers. Na een bezoek aan het Nederlandse park Madurodam werd het idee voor de bouw van Legoland concreter. Er werd een stuk grond van 5,7 ha opgekocht naast de fabriek LEGO.

Uiteindelijk opende Legoland op 7 juni 1968, met als hoofdattractie Miniland dat anno 2022 in elk Legolandpark ter wereld te vinden is. Andere attracties van eerste uur waren: de verkeerstuin, safaririt, stoomtrein en het indianendorp, allen nog in het park terug te vinden. Het park trok het eerste jaar 625.000 bezoekers.

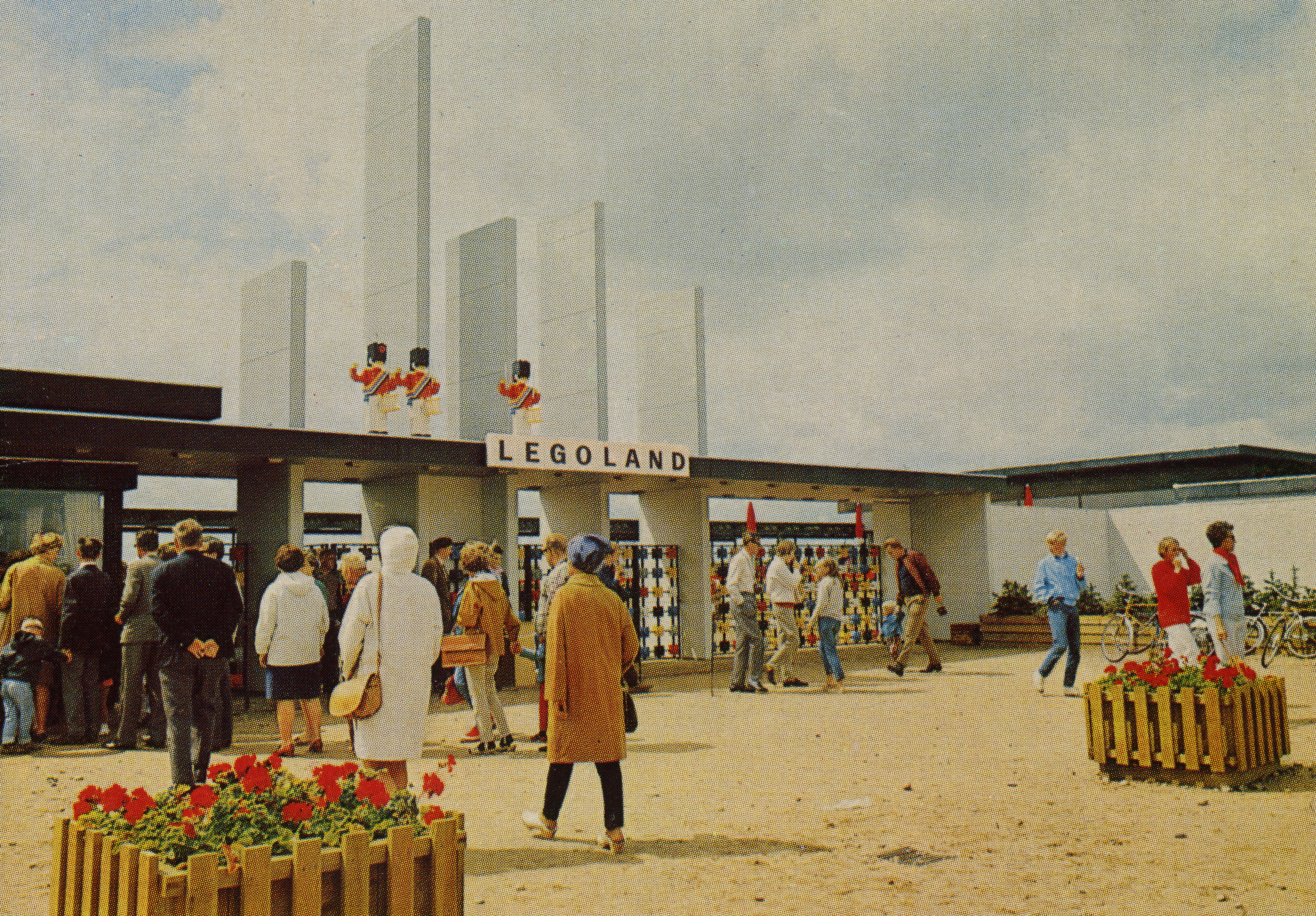
Hoofdingang in het openingsjaar 1968.
Het indianendorp in 1969, anno 2020 LEGOREDO Town.
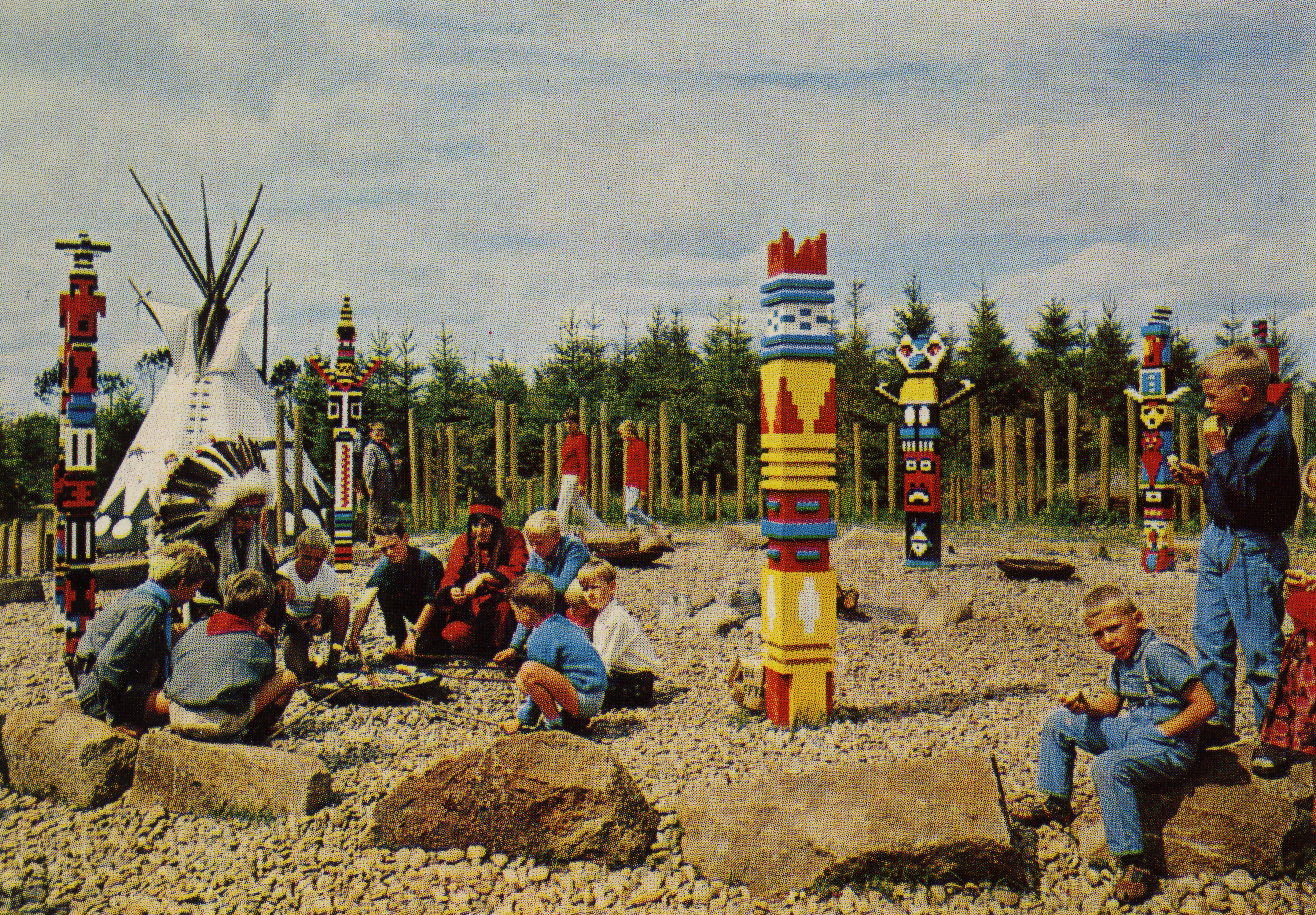
Nogmaals het indianendorp in 1969.
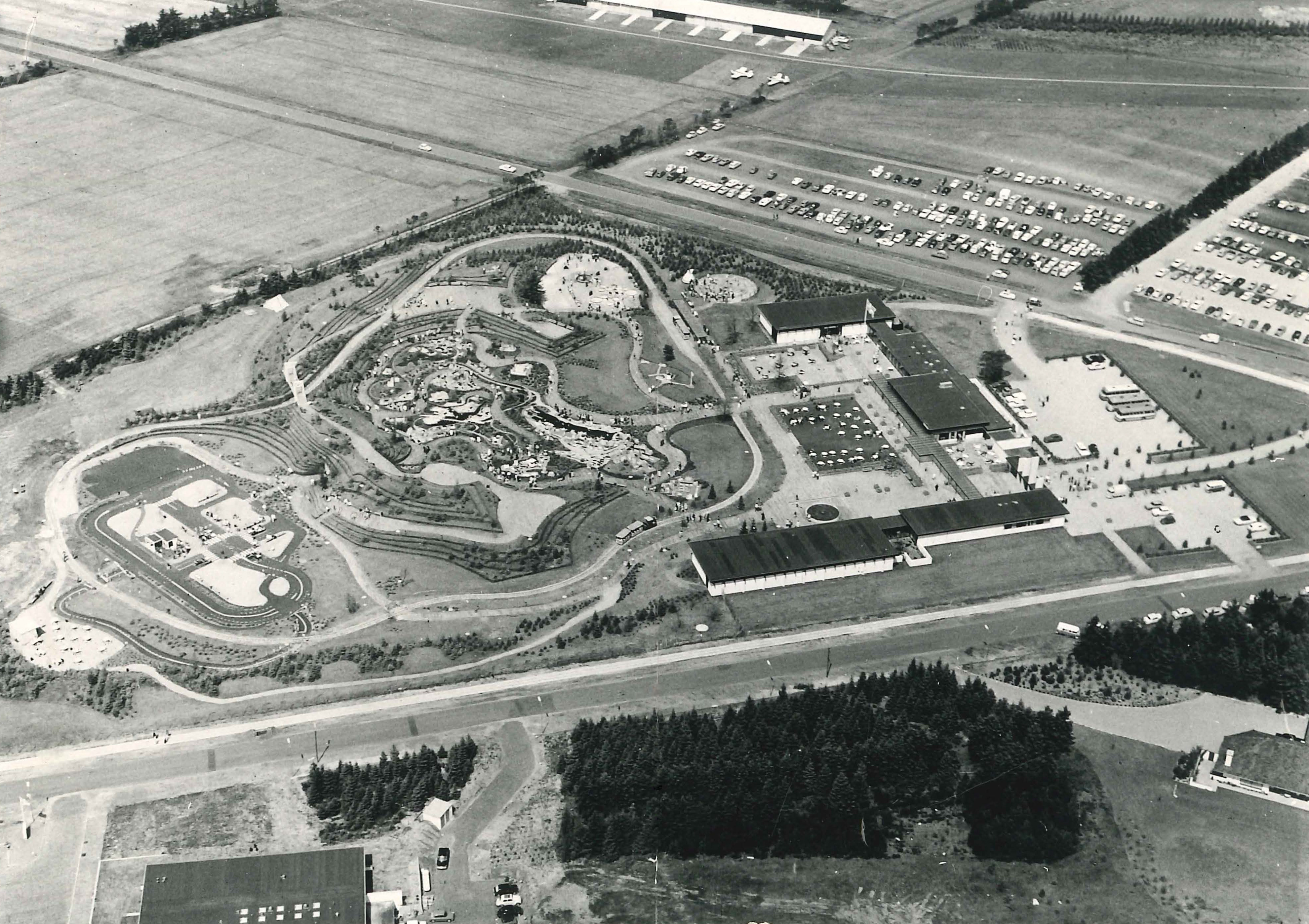
Luchtfoto in 1968
Miniland in 1968.
Miniland in 1968.
Verkeersschool in 1968.
De attractie LEGO Safari in 1969.

### Uitbreidingen
In de decennia die daarop volgde breidde Legoland steeds meer uit met meer grotere attracties, waardoor het steeds meer op een attractiepark begon te lijken, zo opende het park Pirate Boats en in 1992 de boomstamattractie LEGO Canoe. Vanwege de groeiende populariteit werden er elders in de wereld ook parken van Legoland geopend. In 1997 opende achtbaan The Dragon dat opvalt vanwege het kasteel waar het zich deels in bevindt. De achtbaan X-treme Racers opende in 2002. Het jaar daarop wonnen alle parken van Legoland een Thea Award. Een jaar later, in 2004, opende de attractie Power Builder. De attractie werd later hernoemd naar Ice Pilot School.

LEGO Canoe in 1992
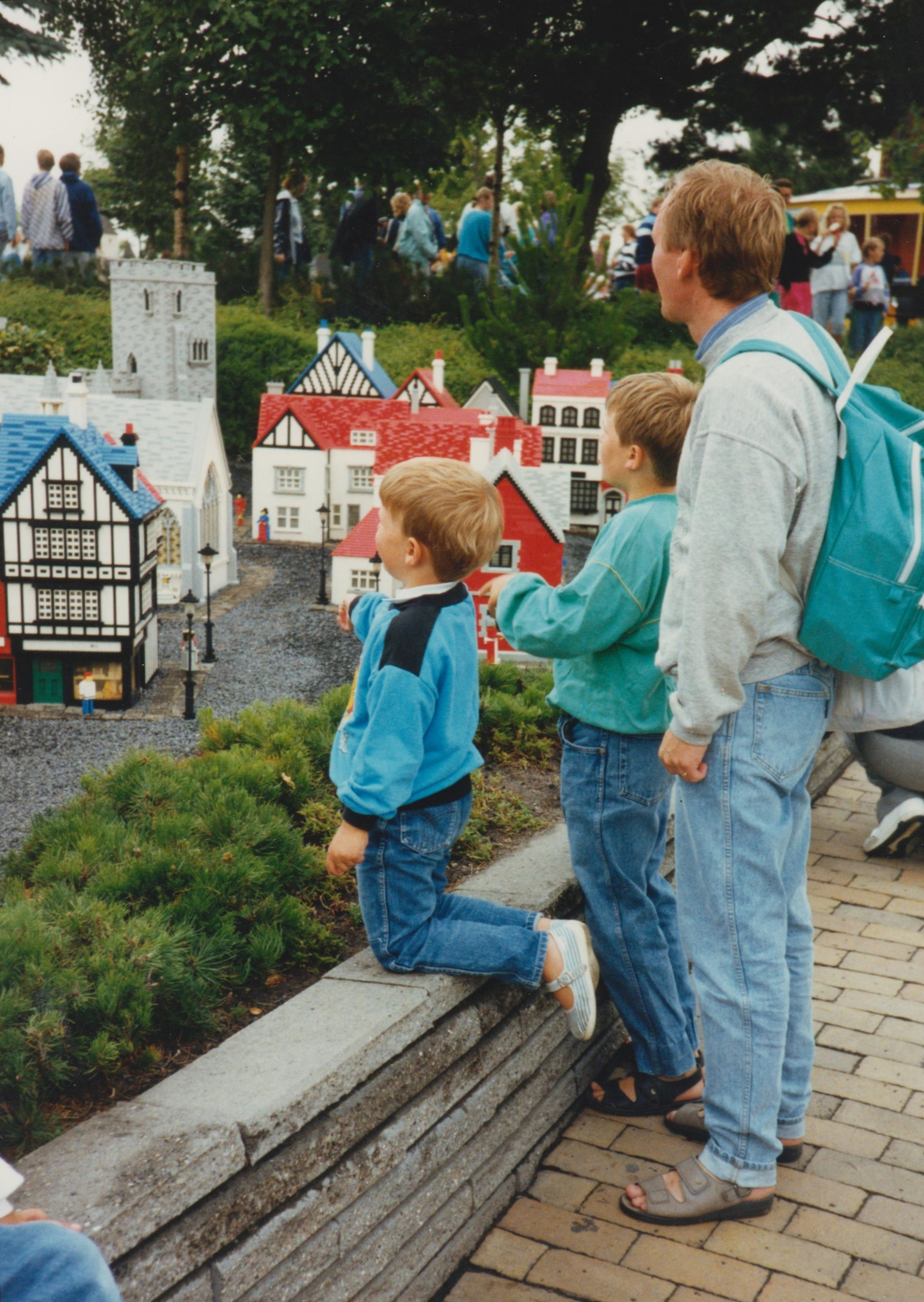
Miniland in 1989
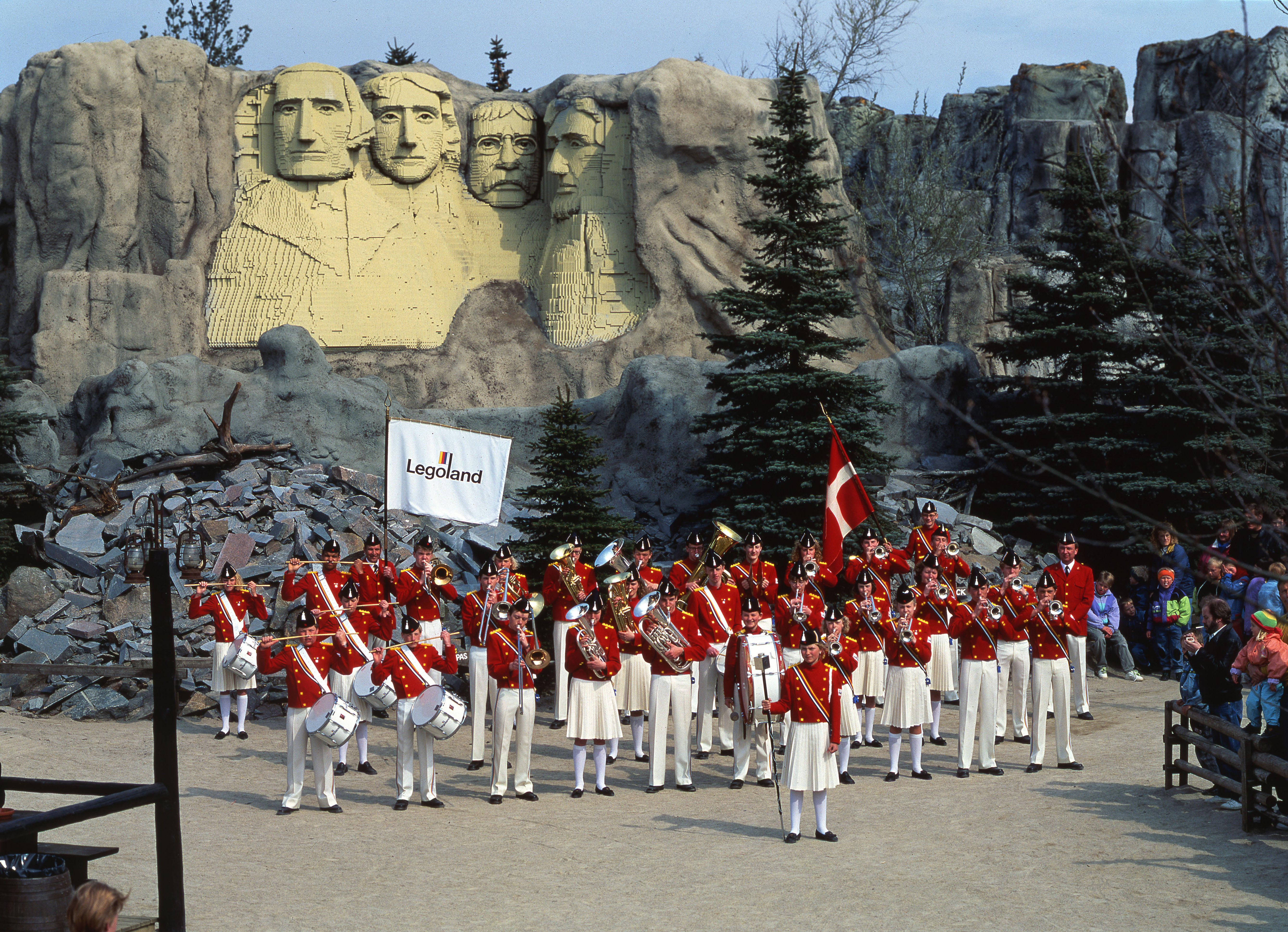
Fanfare in 1991

### Groei naar resort
In 2005 werd Legoland voor 70% overgenomen door Merlin Entertainments. Een jaar later stond Legoland Billund in de finale om kans te maken op de Applause Award. Ook in 2016 stond het park in de finale voor dezelfde prijs. Een jaar later, in 2006, werd de rapid river Vikings River Splash geopend. Weer een jaar later, in 2007, opende het attractiepark de attractie Atlantis by Sea Life. Deze attractie is een samenwerkingsverband met Sea Life dat tevens dezelfde eigenaar had als de parken van Legoland. In 2010 opende The Temple als eerste interactieve darkride van het attractiepark.
In 2012 opende de achtbaan Polar X-Plorer. Twee jaar later, in 2014, opende de attractie Ghost - The Haunted House en verving daarmee de gedeeltelijke darkride Mine Train. In het voorjaar van 2016 opende het €11 miljoen kostende themagebied Ninjago World tezamen met de interactieve darkride LEGO NINJAGO The Ride.
Op 29 maart 2019 opende het attractiepark een tweede hotel: het Legoland Castle Hotel. Het hotel is gebouwd in de stijl van het thema: LEGO-Castle. De bouw kostte €25 miljoen. Datzelfde jaar kondigde het park de komst van een nieuw themagebied aan rondom de film The Lego Movie 2. Tegelijkertijd gaf het park aan dat er in het gebied een panoramavliegsimulator, vrije valtoren en vliegtuigmolen komen te staan. In 2019 werd tevens het nieuws naar buiten gebracht dat Legoland weer volledig in handen was van de LEGO Group.

## Themagebieden
Adventure Land
Dit themagebied staat in het teken van onder andere Egyptisch thema en Jungle thema. Het gebied telt vier attracties, waarvan darkride The Temple en achtbaan X-treme Racers de blikvangers zijn.
Duploland
Duploland is gericht op jonge kinderen en bestaat uit een speeltuin met diverse kinderattracties zoals een reuzenrad en rondrit.
Imagination Zone
In de Imagination Zone bevinden zich twee attracties: een 4D-film en Atlantis by Sea Life.
Knight Kingdom
Dit themagebied staat in het teken van ridders en Vikingen. Het themagebied bevindt zich sinds de jaren 1990 in het park en bestond toentertijd alleen uit de gecombineerde achtbaan/darkride De Draak. In 2006 kwam daar verandering in met de opening van Vikings River Splash.
LEGOREDO Town
LEGOREDO Town opende tegelijk met de rest van het park en staat in het teken van het Wilde Westen. Het gebied bestaat uit een laan met diverse horeca en shops in westernstijl. Er staan diverse attracties zoals: Lego Canoe, Ghost – The Haunted House en The Eagle (Legoland). Het themagebied opende in de jaren vlak na de opening van het park.
Miniland
Dit themagebied opende tegelijk met de rest van het park. Miniland is een miniatuurwereld, in de openlucht, waar vrijwel alle objecten gemaakt zijn van Lego. Diverse steden en bezienswaardigheden in Denemarken zijn nagebouwd in Miniland. Overige locaties die te vinden zijn zijn: Amsterdam, Bergen en Duitsland. Daarnaast zijn diverse scènes en objecten uit Star Wars films uitgebeeld in Lego. Aan de rand van het themagebied bevindt zich de verkeersschool en rondom Miniland ligt een spoorlijn, waarover de trein rijdt waarmee bezoekers een rit kunnen maken.
Polar Land
Polar land staat in het teken van de Noord- en Zuidpool met daarin twee attracties: robotarm Ice Pilots School en achtbaan Polar X-plorer. Tevens bevindt zich naast de achtbaan een pinguïnverblijf.
Ninjago World
Ninjago World is het jongste themagebied en herbergt twee attracties: een laserdoolhof en de interactieve darkride LEGO NINJAGO The Ride.
Pirate land
Pirate Land staat in gedecoreerd naar piraten. Het gebied telt diverse attracties en horeca zoals een splash battle, theekopjesattractie, de darkride Pirate Boats en een Rockin' Tug

## Attracties
Huidige attracties
- Atlantis by Sea Life
- Caterpillar
- Emmet’s Flying Adventure - Masters of Flight
- Jungle Racers
- Lego Safari
- LEGO Canoe
- Lego Racers 4D
- Mine boats
- Monorail
- Pirate Boats
- Ice Pilots School
- Ghost - The Haunted House
- Pirate Carousel
- Pirate Splash Battle
- Pirate Wave Breaker
- Statoil Traffic School
- The Dragon
- The Temple
- Flying eagle
- Vikings River Splash
- X-treme Racers
- LEGO NINJAGO The Ride
- Polar X-plorer
- Safari Ride

Voormalige attracties
- Mine train
- Timber ride